# أوراق التعذيب (كتاب)
" أوراق التعذيب : الطريق إلى أبو غريب " هو كتاب عن استخدام تقنيات مثيرة للجدل في استجواب واحتجاز الأسرى في الولايات المتحدة .     الكتاب عبارة عن مجموعة من الوثائق ، قام بتحريرها كارين جيه جرينبيرج وجوشوا إل دراتيل ، وهما مؤلفان عملا معًا على العديد من الكتب .
غرينبرغ هو مدير مركز الأمن القومي في كلية الحقوق بجامعة فوردهام ، والمدير التنفيذي السابق لمركز القانون والأمن في كلية الحقوق بجامعة نيويورك . عمل دراتيل لصالح أسرى الولايات المتحدة في " الحرب على الإرهاب ".

## الجوائز والتوصيات
- أدرجت صحيفة جلوب آند ميل كتاب أوراق التعذيب في قائمتها التي تضم 100 كتاب لعام 2005 ، حيث وصف ويسلي وورك الكتاب بأنه " خدمة عامة ". [5]
- جائزة التميز في النشر المهني والعلمي في فئة القانون لعام 2005 [6]